# Witajcie w USA
Witajcie w USA – drugi album Ryszarda Sygitowicza, wydany w USA, w roku 1988, nakładem wydawnictwa Gragory Garden&Euro.

## Lista utworów
Źródło:.
1. Majka Jeżowska, Bogdan Borkowski – „Witajcie w USA” – 5:08
2. Jolanta Jaszkowska, Bożena Hutnicka – „Stary Van” – 5:36
3. Krzysztof Krawczyk, Bogdan Borkowski, Jarek Kezik – „Kontraktorski walczyk” – 3:34
4. Bożena Hutnicka, Krzysztof Krawczyk – „Cha-cha dla samotnych” – 4:14
5. Paul Borger – „Piosenka Zochy” – 4:53
6. Izabella Olejnik – „Romans kolejowy” – 4:41
7. Majka Jeżowska – „Za daleko do Chicago” – 6:00
8. Jacek Adamski – „Zacznij żyć” – 4:16
9. Marcin Januszkiewicz – „Witajcie w USA” (wersja instrumentalna) – 2:39
10. Ryszard Sygitowicz – „Za daleko do Chicago” (wersja instrumentalna) – 5:57
11. Ryszard Sygitowicz – „Kontraktorski walczyk” (wersja instrumentalna) – 3:37
12. Andy Stępień – „Ja w USA” (utwór dodatkowy) – 4:27

## Autorzy
- Ryszard Sygitowicz – aranżacje, instrumenty klawiszowe, gitary, bas, perkusja
- Włodzimierz Wander – saksofon
- Marcin Januszkiewicz – piano

Realizacja nagrań: Jarek Kezik Studio, Media Sound A. Dylewskiego. Muzyka: Ryszard Sygitowicz.